# Sóc linh dương
Sóc linh dương, tên khoa học Ammospermophilus, là một chi động vật có vú trong họ Sóc, bộ Gặm nhấm. Chi này được Merriam miêu tả năm 1892. Loài điển hình của chi này là Spermophilus leucurus Merriam, 1892.

## Các loài
Chi này gồm các loài:
- Sóc linh dương Harris, A. harrisii (Audubon et Bachman, 1854) (Nam Arizona, Sonora)
- Sóc linh dương San Joaquin hay Sóc linh dương Nelson, A. nelsoni (Merriam, 1893) (San Joaquin Valley, California)
- Sóc linh dương đuôi trắng, A. leucurus (Merriam, 1889) (New Mexico, Nam Arizona, California, Colorado, Utah, Nevada, và bắc đến Oregon)
- Sóc linh dương Texas, A. interpres (Merriam, 1890) (Texas, New Mexico)
- Sóc linh dương Espíritu Santo, A. insularis (Nelson et Goldman, 1909) đảo Espiritu Santo Baja California Sur.

## Hình ảnh

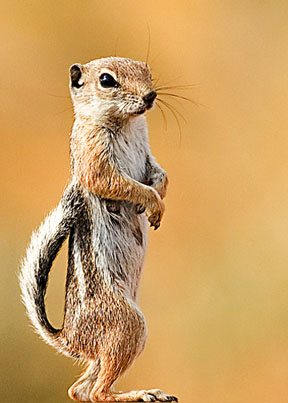
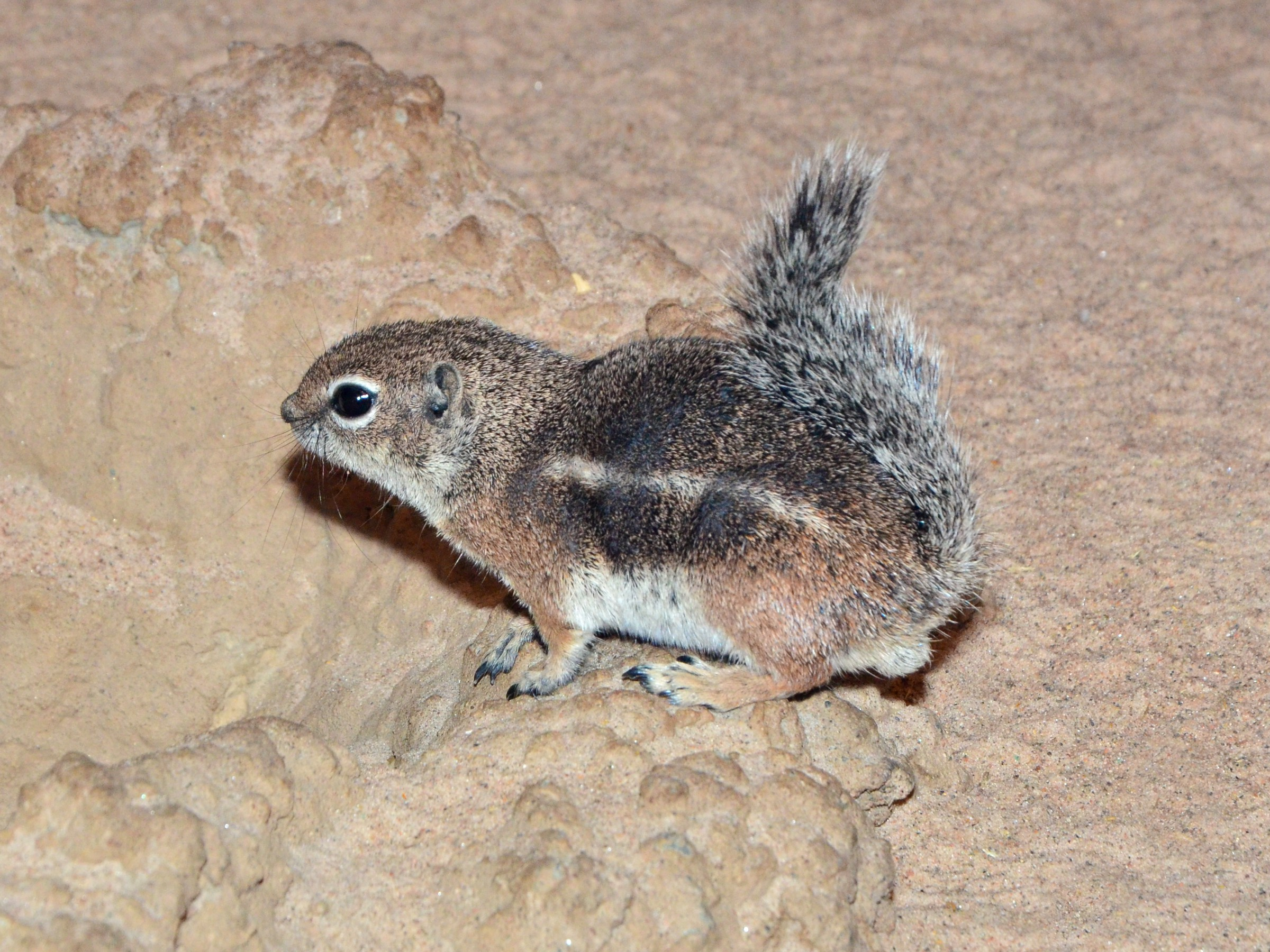
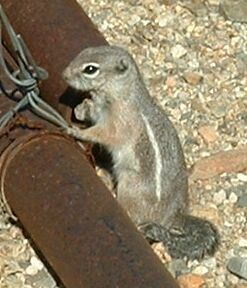